# Mancino naturale
Mancino naturale è un film del 2021 diretto da Salvatore Allocca.

## Trama
Isabella è una giovane madre che tre anni prima ha perso suo marito e che ora deve crescere da sola suo figlio Paolo, chiamato così per omaggiare il mito del marito Paolo Rossi.

## Distribuzione
Il film, realizzato con il contributo della Regione Lazio e della Regione Veneto, è stato presentato in anteprima alla Festa del Cinema di Roma 2021 nella sezione "Alice nella città" ed è stato distribuito nelle sale cinematografiche italiane dal 31 marzo 2022.

## Colonna sonora
La colonna sonora è Guagliuncè dell’artista urban Ivan Granatino, realizzata insieme a Vincenzo Bles e Don Rafaelo e cantata nel film da Claudia Gerini.